# Extraction au point trouble
L’extraction au point trouble (en anglais Cloud Point Extraction ou CPE), est un procédé d'extraction liquide-liquide préparatoire utilisée généralement pour la pré-concentration d’une solution d’analyte (métal, organique ou inorganique) ou pour l’extraction des métaux d’un échantillon en phase aqueuse. Cette technique est basée sur le passage d’un surfactant dans une phase aqueuse à une autre phase par le biais du changement de la température de la solution analysée. Dans un premier temps, l’analyte en solution aqueuse est mélangé à un agent complexant pour former des chélates. Par la suite, un surfactant est ajouté et forme des micelles avec l’analyte complexée. La solution est chauffée au-delà du point trouble et le surfactant formant des micelles devient insoluble dans la phase aqueuse, ce qui provoque la déshydratation de micelles et la formation d’agrégats de celles-ci. À l’aide d’une méthode de séparation, les phases peuvent donc être séparées pour effectuer des analyses. 
Ce type d’extraction est donc une bonne alternative aux techniques classiques d’extraction, car c’est, dans la majorité des cas, une méthode simple, efficace, peu coûteuse et considéré comme « verte » puisque les solvants organiques toxiques ne sont pas utilisés. Cette technique est en développement et peu connue dans le monde de la chimie. Il y a donc encore des études effectuées sur cette technique pour la développer et pour bien la comprendre afin de l’utiliser correctement et efficacement. Elle est de plus en plus utilisée et mentionnée dans les articles scientifiques de ces dernières années.

## Principe de la méthode
L’extraction au point trouble est une technique de séparation basée principalement sur le point trouble. Ce point est la température où une solution devient trouble à cause de l’insolubilité du surfactant dans la phase aqueuse. L’atteinte de ce point est caractérisée par le changement de turbidité et l’opacité d’une solution qui est chauffée au-delà d’une certaine température. Au-delà de celle-ci, la solution se sépare en deux phases : une riche en surfactant contenant l’analyte ou le métal ainsi qu’une phase aqueuse. Par la suite, les deux différentes phases peuvent être isolées par diverses méthodes d’extraction aux fins d’analyse. La température où le point trouble est atteint, diffère selon le pourcentage de surfactant dans la solution en pré-concentration. Dans la majorité des cas, il peut y avoir augmentation de température quand le pourcentage de concentration est plus élevé. Dans le tableau 1 suivant, quelques exemples des surfactants les plus utilisés sont donnés.
Tableau 1 - Variation de température du point trouble selon la concentration du surfactant
| Surfactant                                                           | Concentration (%)   | Température au point trouble (°C) |
| -------------------------------------------------------------------- | ------------------- | --------------------------------- |
| Triton X-100 4-(1,1,3,3-tétraméthylbutyl) phényl-polyéthylène glycol | - 0,25 - 7,0 - 33,0 | - 64 - 65 - 76                    |
| Triton X-114 (1,1,3,3-tétraméthylbutyl)phényl-polyéthylène glycol    | - 0,10 - 5,0 - 10,0 | - 23.6 - 25 - 30                  |
| PONPE 7.5 polyethylèneglycolmono-p-nonyphenyléther                   | - 0,12 - 5,0 - 20,0 | - 1 - 6 - 25                      |

## Étapes d’extraction
Pour effectuer une extraction au point trouble, il suffit d’avoir un métal ou d’un autre analyte, un agent complexant et un surfactant amphiphile, c’est-à-dire que la tête de la molécule est hydrophile et la queue est hydrophobe.

### Ajout d’un agent complexant et d’un surfactant
En premier lieu, on ajoute à la solution aqueuse un agent complexant pour pouvoir chélater le métal ou l’analyte. À la suite de la formation de chélate, un surfactant est ajouté à la solution. À ce moment, il y a formation de micelles entre le surfactant et les chélates, ce qui piège le métal ou l’analyte complexé dans les micelles. 

### Chauffage jusqu’au point trouble
Ensuite, la solution est chauffée un certain temps pour que la solution atteigne le point trouble. La solution devient trouble pendant un certain moment, puisqu’il y a la séparation des phases. Au-delà du point trouble, il y a création d’agrégats de micelles, puisqu’une augmentation de température fera en sorte que les micelles deviendront insolubles en se déshydratant. La température à laquelle il faut chauffer dépend de la structure du surfactant et de sa concentration. Le chauffage fait en sorte que deux phases se forment : la première est riche en surfactant et la deuxième est aqueuse, mais cette réaction est réversible lorsque la solution redevient froide puisque le surfactant redevient soluble dans la solution aqueuse, alors une seule phase est obtenue.

### Centrifugation de la solution et précipitation du surfactant
Par la suite, l’échantillon est centrifugé pour accélérer le temps de séparation et faire en sorte que la séparation de l’échantillon en deux phases soit irréversible. À la suite de la centrifugation, la majorité des micelles sont au fond du récipient ou au-dessus de la phase aqueuse selon la densité de celles-ci. Il faut alors plonger la solution dans un bain de glace afin d’augmenter la viscosité de la phase riche en surfactant. Un échantillon du métal ou de l’analyte préconcentré peut donc être isolé avec d’autres manipulations d’extraction pour pouvoir effectuer diverses analyses.

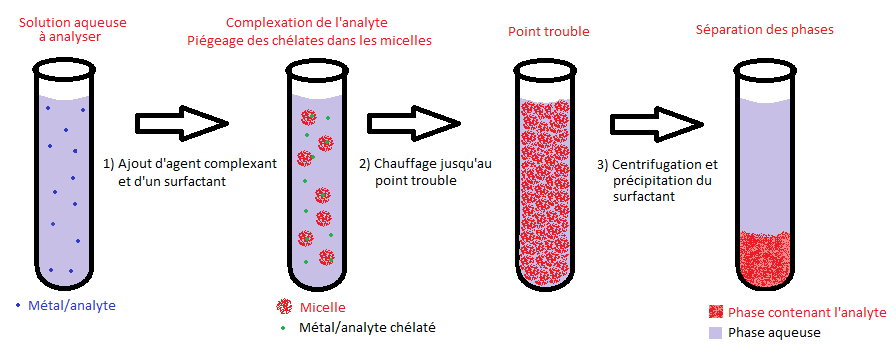
Figure 1 - Schéma du processus d’extraction au point trouble

## Montage et matériel
Le montage d’une extraction au point trouble est assez simple et peu coûteux. Il suffit d’avoir une éprouvette de bonne taille dans laquelle la solution aqueuse, l’agent complexant ainsi que le surfactant peuvent y être mélangés. Ensuite, cette éprouvette est placée dans un bain thermique (ou tout autre moyen peut être employé) afin de pouvoir chauffer la solution. Lorsque la solution atteint son point trouble, l’éprouvette est alors placée dans une centrifugeuse pour bien séparer les phases rapidement et pour que la séparation soit irréversible. Finalement, les deux phases sont isolées avec une technique d’extraction et analysées à l’aide de diverses méthodes, comme la spectrophotométrie ou la spectrométrie d’absorption atomique.

## Choix du surfactant et de l’agent complexant
Le surfactant utilisé principalement est le Triton X-114, qui est un détergent possédant des propriétés tensioactives, ce qui rend la molécule capable de former des micelles dans la solution à analyser. En fonction de l’espèce à analyser, les surfactants PONPE 7.5, Triton X-100, Triton X-45 et de nombreux surfactants peuvent être aussi utilisés afin de former des micelles ainsi que d’emprisonner les ions chélatés. Les micelles se forment lorsque la concentration du surfactant augmente jusqu’à la concentration micellaire critique, c’est alors que le surfactant peut former des agrégats nommés micelles. Ces micelles ont une bonne capacité pour solubiliser des solutés de différentes natures grâce à des interactions électrostatiques et hydrophobes. Les agents complexants utilisés doivent d'abord être capables de chélater le métal présent dans la solution aqueuse analysée afin de former un chélate. Il faut aussi que le coefficient de partage de l’espèce métallique et du chélate soit relativement élevé pour avoir une bonne séparation.

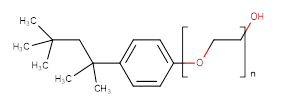
Figure 2 – Triton^{TM} X-114 où n= 7 ou 8

## Applications
De nombreuses espèces métalliques peuvent être extraites ou préconcentrées par le biais de l’extraction au point trouble. Cette technique est notamment utilisée pour préconcentrer des échantillons de cuivre, de cadmium de mercure et de fer. Pour pouvoir utiliser cette technique de séparation préparatoire efficacement, il faut avoir une solution à analyser sous phase aqueuse et un métal ou un analyte avec une charge soit positive ou négative afin de faire la complexation plus facilement. Il faut également que l’analyte soit capable d’être chélatée par l’agent complexant utilisé. Quelques exemples d’application sont donnés dans le tableau 2. 
Tableau 2 - Quelques applications de l’extraction au point trouble 
| Analyte | Échantillon                              | Agent complexant                              | Surfactant                  |
| ------- | ---------------------------------------- | --------------------------------------------- | --------------------------- |
| Ag      | Naturel, eaux usées                      | Dithizone                                     | Triton X-114                |
| Cd      | Eau de rivière, de mer, du robinet       | 1-(2-thiazolylazo)-2-naphtol                  | Triton X-114                |
| Cu      | Pluie, eau potable, sang humain, cheveux | DDTP (acide o, o-diethyl-dithiophosphorique)  | Triton X-100                |
| Fe      | Vins                                     | APDC (pyrrolidine dithiocarbamate d’ammonium) | Triton X-100 ou Triton X-45 |
| Ni      | Rivière, mer, eau du robinet, eaux usées | T1-nitroso-2-naphtol                          | PONPE 7,5                   |

L’extraction au point trouble est également utilisée dans certains cas pour déterminer la quantité de pesticides dans l’eau et dans le sol en utilisant le Genapol X-080 et le Genapol 150 combiné à une chromatographie liquide. Cette technique de séparation de préconcentration a aussi déjà été utilisée pour préconcentrer les vitamines E et A avec le surfactant Genapol X-080 à partir d’échantillon de sang et de sérum.

## Efficacité de la technique
L’efficacité de la technique de séparation peut être augmentée par diverses méthodes. Une fréquemment utilisée est d’ajouter du sel à la solution. De cette manière, la force ionique de la solution est augmentée. Ceci n’affecte pas directement l’efficacité de l’extraction, mais rend plus facile la séparation des phases. Une autre méthode est d’ajouter un liquide organique polaire qui est extrêmement soluble dans l’eau, ainsi cela augmente le point trouble. À l’inverse, si on ajoute un liquide peu soluble, le point trouble diminue. L’efficacité dépend aussi des interactions intrinsèques entre le métal et les structures des micelles.
Le mécanisme de distribution est différent pour chaque surfactant mélangé à une solution à analyser. Le degré de répartition du métal ou de l’analyte à partir de la solution aqueuse au surfactant riche peut être décrit par le coefficient typique de distribution D : 
{\displaystyle D={\frac {[M]_{surfactant}}{[M]_{aqueux}}}}
Où D est le coefficient de distribution,{\displaystyle [M]_{surfactant}}  est la concentration du métal ou de l’analyte dans le surfactant et {\displaystyle [M]_{aqueux}} est la concentration du métal ou de l’analyte dans le surfactant dans la phase aqueuse à la suite d’une séparation.
Le facteur d’extraction peut être ensuite obtenu de la façon suivante :
{\displaystyle E=D*{\frac {[V]_{surfactant}}{[V]_{aqueux}}}}
Où {\displaystyle {\frac {[V]_{surfactant}}{[V]_{aqueux}}}}  représente le ratio du volume des deux phases (volume du surfactant vs. volume de la phase aqueuse).
À partir de cette équation, la fraction de l’analyte ou du métal qui a été extrait peut être obtenu : 
{\displaystyle p=D/(D+{\frac {[V]_{aqueux}}{[V]_{surfactant}}})}
À partir de cette équation, il est possible d’obtenir le pourcentage de l’analyte ou du métal extrait et le rendement et l’efficacité de l’extraction peut être obtenus.

## Effet du pH
L’effet du pH sur l’efficacité de la technique doit encore être étudié, mais quelques hypothèses ont été émises. Pour les chélates métalliques, l’extraction est optimale quand le pH de la solution se rapproche du pH où la formation d’un complexe est plus favorisée. De plus, le pH affecte grandement l’efficacité de l’extraction des métaux, puisqu’il affecte l’ensemble des charges présentes dans la solution tout en affectant la formation de complexes entre le métal ou l’analyte et le surfactant.

## Avantages
Cette technique d’extraction possède plusieurs avantages :
- Cette méthode est simple, puisqu’il y a peu d’étapes pour faire l’extraction d’un analyte et s’effectue en peu de temps.
- L’extraction peut se faire à des températures peu élevées (1-65 °C), donc il y a moins de risque de dégrader les échantillons. En effet, selon les surfactants utilisés et leur concentration, les températures pour atteindre le point trouble sont peu élevées.
- L’extraction au point trouble n’est pas un processus trop coûteux, puisqu’il nécessite qu’un système de chauffage, une centrifugeuse ainsi qu’une petite quantité d’agents complexant et de micelles. Contrairement aux extractions nécessitant des solvants organiques, l’extraction au point trouble nécessite peu de solvant[1].
- Ce type d’extraction permet d’obtenir un facteur de préconcentration très élevé avec des solutions en concentration élevée d’analyte, puisqu’il y a peu de perte d’analyte et l’extraction est très efficace dans la séparation des phases, ce qui permet d’avoir un bon rendement[4].
- Tout dépendamment des surfactants utilisés, cette technique est considérée comme « écologique » puisqu’elle n’a peu d’effets sur l’environnement.1 De plus, les surfactants utilisés peuvent être non toxiques et non volatils, ce qui rend la technique plus sécuritaire à l’utilisation, contrairement à d’autres techniques utilisant des solvants organiques[4].

## Inconvénients et limitations de la technique
Malgré ses nombreux avantages, l’extraction au point trouble a certains inconvénients qui limitent l’efficacité de la technique :
- Cette méthode peut avoir une vitesse d’extraction lente et un taux d’efficacité plutôt faible si les échantillons sont pauvres en analyte. Cette technique est donc limitée à l’extraction d’analyte présente en fortes concentrations dans les échantillons analysés[4].
- Les coefficients de partage relativement faibles de plusieurs espèces métalliques avec les chélates utilisés ne permettent pas une bonne séparation, ce qui limite la technique[1].